# Comer's Midden
Comer's Midden is een archeologische site in de buurt van Thule (het tegenwoordige Qaanaaq), ten noorden van de Dundasberg in North Star Bay, noord-Groenland. Naar deze site is de Thulecultuur genoemd. De eerste opgravingen op deze site werden in 1916 gedaan door de walvisvaarder en kapitein George Comer, die deelnam aan het noodteam van de Crocker landexpeditie en aan Knud Rasmussens tweede Deense Thule-expeditie die de kust van Noord Groenland in kaart bracht.

## Fases van de opgravingen
1916
In dit jaar deed Comer opgravingen bij de site waarbij onder meer een afvalhoop (Engels: midden) van de Paleo-Eskimo's werd gevonden. De site werd naar hem Comer's Midden genoemd.
1920s
De antropoloog Therkel Mathiassen nam deel aan Rasmussens vijfde Thule-expeditie (1921–1924) waarbij de Thule-site ook weer werd bezocht. In de werken van Mathiasen uit de jaren 20 en 30 van de 20e eeuw beschrijft hij Comer's Midden als "de enige substantiële vindplaats van zuivere Tulecultuur op Groenland".
1930s and 1940s
Er werden opnieuw opgravingen gedaan bij de site door Erik Holtved van 1935 tot 1937, en van 1946 tot 1947.